# Monitoreo y evaluación
Monitoreo y evaluación (M&E o MyE) o seguimiento y evaluación se utiliza genéricamente para referirse a la metodología que se utiliza para evaluar el desempeño de proyectos, instituciones y programas establecidos por gobiernos generalmente en el Multilateralismo, organizaciones internacionales y ONGs. Su objetivo es mejorar la gestión actual y futura de los productos, resultados e impacto. El monitoreo es una evaluación continua de los programas basada en información detallada temprana sobre el progreso o el retraso de las actividades evaluadas en curso. Una evaluación es un examen sobre la relevancia, efectividad, eficiencia e impacto de las actividades a la luz de objetivos específicos.
Los procesos de monitoreo y evaluación pueden ser administrados por los donantes que financian las actividades evaluadas, por una rama independiente de la organización implementadora, por los gerentes de proyecto o el equipo implementador y/o por una empresa privada. La credibilidad y la objetividad de los informes de monitoreo y evaluación dependen en gran medida de la independencia de los evaluadores. Su experiencia e independencia es de gran importancia para que el proceso tenga éxito.
Muchas organizaciones internacionales como Naciones Unidas, Agencia de los Estados Unidos para el Desarrollo Internacional, el Banco Mundial y la Organización de los Estados Americanos, entre muchas otras, han estado utilizando este proceso para muchos años. El proceso también está creciendo en popularidad en los países en desarrollo donde los gobiernos han creado sus propios sistemas nacionales de MyE para evaluar los proyectos de desarrollo, la gestión de recursos y las actividades o administración del gobierno. Los países desarrollados están utilizando este proceso para evaluar sus propias agencias de desarrollo y cooperación.

## Evaluación
El MyE se divide en dos categorías diferentes: evaluación y seguimiento. Una evaluación es un examen sistemático y objetivo sobre la relevancia, efectividad, eficiencia e impacto de las actividades a la luz de objetivos específicos. La idea en la evaluación de proyectos es aislar los errores para evitar repetirlos y subrayar y promover los mecanismos exitosos para proyectos actuales y futuros.
Un objetivo importante de la evaluación es proporcionar recomendaciones y lecciones a los gerentes de proyectos y equipos de implementación que han trabajado en los proyectos y para los que implementarán y trabajarán en proyectos similares.
Las evaluaciones, también son indirectamente, un medio para informar al donante sobre las actividades implementadas. Es un medio para verificar que los fondos donados estén bien administrados y se gasten de manera transparente. Se supone que los evaluadores deben verificar y analizar las líneas presupuestarias e informar los resultados en su trabajo.
El monitoreo y evaluación también es útil en las instalaciones (hospitales), ya que permite a los donantes como la OMS y UNICEF saber si los fondos provistos se utilizan bien para comprar medicamentos y equipos en los hospitales.

## Monitoreo
El monitoreo es una evaluación continua que tiene como objetivo proporcionar a todas las partes interesadas información detallada temprana sobre el progreso o el retraso de las actividades evaluadas en curso. Es una supervisión de la etapa de implementación de la actividad. Su propósito es determinar si se han alcanzado los resultados, entregas y cronogramas planificados para que se puedan tomar medidas para corregir las deficiencias lo más rápido posible.
Una buena planificación, combinada con un monitoreo y evaluación efectivos, puede desempeñar un papel importante en la mejora de la efectividad de los programas y proyectos de desarrollo. Una buena planificación ayuda a centrarse en los resultados que importan, mientras que el monitoreo y la evaluación nos ayudan a aprender de los éxitos y desafíos pasados y a informar la toma de decisiones para que las iniciativas actuales y futuras puedan mejorar la vida de las personas y ampliar sus opciones.

## Diferencias entre monitoreo y evaluación
En el monitoreo, la retroalimentación y la recomendación son inevitables para el gerente del proyecto, pero en la evaluación, este no es el caso.
El terreno común para el monitoreo y la evaluación es que ambas son herramientas de gestión. Para el monitoreo, la recolección de datos e información para el seguimiento del progreso de acuerdo con los términos de referencia se recolecta periódicamente, lo cual no es el caso en las evaluaciones para las cuales la recolección de datos e información se realiza durante o en vista de la evaluación. El monitoreo es una evaluación a corto plazo y no toma en consideración los resultados y el impacto a diferencia del proceso de evaluación que también evalúa los resultados y, en ocasiones, el impacto a largo plazo. Esta evaluación de impacto ocurre a veces después del final de un proyecto, aunque es raro debido a su costo y a la dificultad de determinar si el proyecto es responsable de los resultados observados.
La evaluación es un examen sistemático y objetivo que se realiza de forma mensual y/o anual, a diferencia del monitoreo, que es una evaluación continua que brinda a los interesados información temprana.  Controles de monitoreo de todas las actividades [en la última etapa de implementación] a diferencia de la Evaluación, que implica información sobre si los fondos donados están bien administrados y si se gastan de manera transparente.

## Importancia
Aunque las evaluaciones son a menudo retrospectivas, su propósito es esencialmente mirar hacia el futuro. La evaluación aplica las lecciones y recomendaciones a las decisiones sobre los programas actuales y futuros. Las evaluaciones también se pueden utilizar para promover nuevos proyectos, obtener apoyo de los gobiernos, recaudar fondos de instituciones públicas o privadas e informar al público en general sobre las diferentes actividades.
La  Declaración de París sobre la eficacia de la ayuda en febrero de 2005 y la reunión de seguimiento en Acra subrayaron la importancia del proceso de evaluación y de la apropiación de su conducta por parte de los países anfitriones de los proyectos. Muchos países en desarrollo ahora tienen sistemas de M&E y la tendencia está creciendo.

## Medición del desempeño
La credibilidad de los hallazgos y evaluaciones depende en gran medida de la forma en que se realiza el monitoreo y la evaluación. Para evaluar el desempeño, es necesario seleccionar, antes de la implementación del proyecto, indicadores que permitan calificar los productos y resultados específicos. Según el Programa de las Naciones Unidas para el Desarrollo (PNUD), un indicador de resultados tiene dos componentes: la línea de base, que es la situación antes de que comience el programa o proyecto, y el objetivo, que es la situación esperada al final del proyecto. Un indicador de salida que no tiene ninguna línea de base ya que el propósito de la salida es introducir algo que aún no existe.

## En las Naciones Unidas
Las más importantes agencias especializadas de las Naciones Unidas tienen una unidad de monitoreo y evaluación. Se supone que todas estas agencias deben seguir los estándares comunes del grupo de Evaluación de las Naciones Unidas. Estas normas se refieren al marco institucional y la gestión de la función de evaluación, las competencias y la ética, y la forma de realizar evaluaciones y presentar informes (diseño, proceso, selección de equipo, implementación, informes y seguimiento). Este grupo también proporciona directrices y documentación relevante a todos los órganos de evaluación que forman parte de las Naciones Unidas o no.
La mayoría de las agencias que implementan proyectos y programas, incluso si siguen los estándares comunes del grupo de Evaluación de las Naciones Unidas, tienen su propio manual y directrices sobre cómo llevar a cabo M&E. De hecho, las agencias de la ONU tienen diferentes especializaciones y tienen diferentes necesidades y formas de abordar el M&E. Las ramas de M&E de cada agencia de la ONU son monitoreadas y calificadas por la Unidad de Inspección Conjunta  de las Naciones Unidas.